# Păianjeni sociali

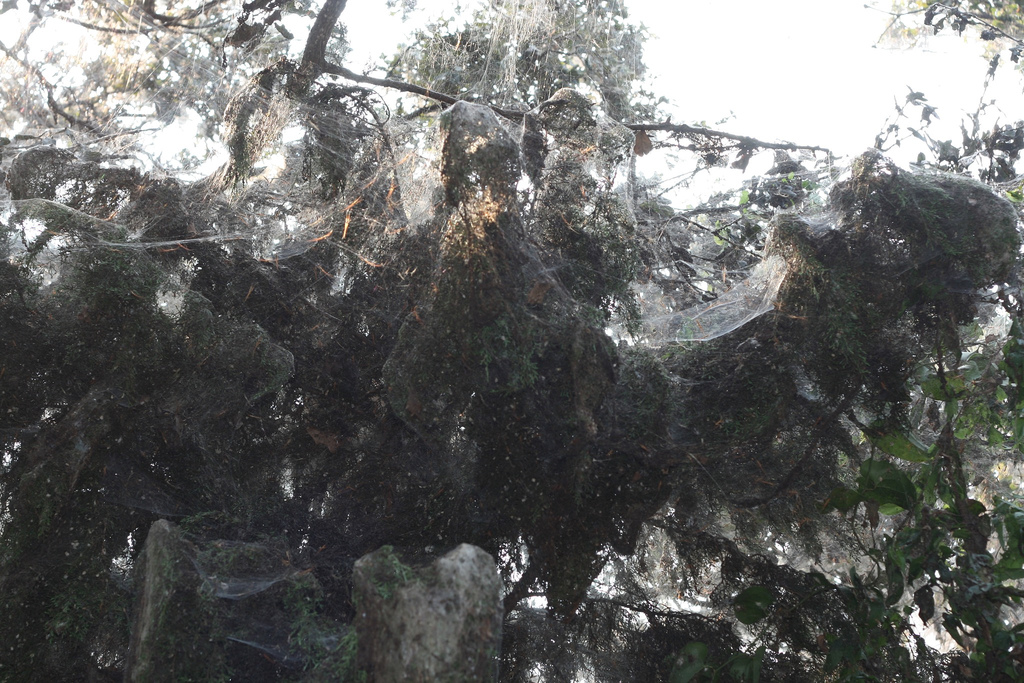
Pânza imensă din Rezervaţia naturală Tawakoni

Păianjenii sociali sunt speciile a căror indivizi sunt capabili să formeze colonii de lungă durată. Deși majoritatea păianjenilor sunt solitari și chiar agresivi unul față de altul, totuși există câteva sute de specii din mai multe familii ce manifestă o tendință de a trăi în grupuri, adesea numite colonii, și continuă să provoace curiozitatea naturaliștilor. Însă nicio specie socială de păianjeni nu demonstrează o socilabilitate asemănătoare termitelor sau himenopterelor.

## Sociabilitate
Păianjenii sociali sunt mult mai răspândiți în regiunile tropicale, unde și numărul insectelor este mai bogat - principala lor hrană. Uneori ei formează colonii cu peste mii de indivizi. Ei construiesc o pânză imensă comună, unde își vor aștepta prada. Pânza lor poate să acopere coroana arborilor și arbuștilor. Când victima nimerește în plasă, mai mulți păianjeni o înfășoară cu mătase și introduc veninul. Apoi, ei aduc prada în vizuina lor și o împart cu alți membri ai coloniei. Mărimea pânzei permite păianjenilor să prindă prăzi mult mai mari și, totodată, mărește semnificativ numărul insectelor capturate.

## Familii și specii de păianjeni sociali[1]
- Agelenidae
  - Agelena consociata
  - Agelena republicana

- Desidae
  - Phryganoporus candidus

- Dictynidae
  - Aebutina binotata
  - Mallos gregalis

- Eresidae
  - Stegodyphus dumicola
  - Stegodyphus mimosarum
  - Stegodyphus sarasinorum
  - Stegodyphus manaus (posibil)

- Nesticidae

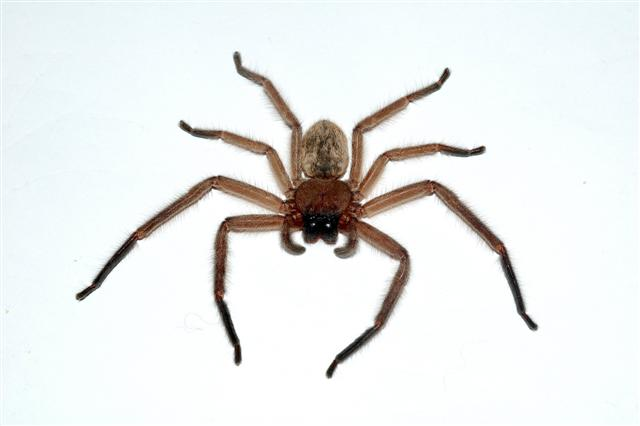
Delena cancerides

  - Specii neindentificate (Quintero & Amat 1995)

- Oxyopidae
  - Tapinillus sp. (Aviés 1994; Avilés et al. 2001)

- Sparassidae
  - Delena cancerides

- Theridiidae
  - Achaearanea disparata
  - Achaearanea vervortii
  - Achaearanea wau
  - Anelosimus domingo
  - Anelosimus eximius
  - Anelosimus guacamayos
  - Anelosimus oritoyacu
  - Anelosimus puravida
  - Anelosimus lorenzo
  - Anelosimus rupununi
  - Theridion nigroannulatum

- Thomisidae
  - Diaea ergandros
  - Diaea megagyna
  - Diaea socialis